# 翔村镇
翔村镇，是中华人民共和国陕西省渭南市蒲城县一个已撤销的乡级行政区，2015年，陕西省民政厅批复同意撤销翔村镇，将其所辖行政区域划归尧山镇。